# Lycopodioides delicatissimum
Lycopodioides delicatissimum là một loài thực vật có mạch trong Họ Thạch tùng. Loài này được (Linden ex A. Braun) Kuntze mô tả khoa học đầu tiên năm 1891.